# Minaria
Minaria là chi thực vật có hoa trong họ Apocynaceae.